# Philipp von Milly

Großmeisterwappen Philipps von Milly

Philipp von Milly, auch bekannt als Philipp von Nablus (* um 1120; † 3. April 1171), war Herr von Nablus, Herr von Oultrejordain und der siebte Großmeister des Templerordens.

## Leben
Philipp war der Sohn von Guido von Milly (Guy de Milly), einem Ritter aus der Picardie, der am Ersten Kreuzzug teilgenommen hatte und seiner zweiten Ehefrau Stephanie von Flandern, der geschiedenen Witwe des Balduin (II.) von Ramla. Stephanie hatte über ihren Bruder Pagan Erbansprüche auf die Herrschaft Nablus. Aus der ersten Ehe seines Vaters hatte Philipp einen in Frankreich geborenen Halbbruder namens Guido (genannt „le Franceis“), Philipp selbst war wie sein jüngerer Bruder Heinrich im Heiligen Land geboren. Er wird erstmals 1138 als Guidos Sohn erwähnt, bei seiner zweiten Erwähnung 1144 war er bereits Herr von Nablus und mit Isabella verheiratet.

### Herr von Nablus
Als Herr von Nablus war Philipp einer der einflussreichsten Barone des Königreichs Jerusalem. 1144 schickte ihn Königin Melisende aus, die Belagerung Edessas aufzuheben, er kam jedoch erst an, als die Stadt bereits gefallen war. 1148 nahm Philipp an der Beratung teil, die in Akkon abgehalten wurde, nachdem der Zweite Kreuzzug das Land erreicht hatte – jene Beratung, in der die unglückliche Entscheidung getroffen wurde, Damaskus anzugreifen.
Gemeinsam mit der mächtigen Familie Ibelin, in die seine Halbschwester Helvis hineingeheiratet hatte, stand Philipp auf Melisendes Seite in ihrem Konflikt mit ihrem Sohn Balduin III. Bei der Teilung des Königreichs 1151 erhielt Melisende den südlichen Teil des Reichs einschließlich Nablus. Trotz dieses Arrangements scheint Philipp Balduin loyal gewesen zu sein, er nahm 1153 an der Eroberung Askalons durch den König teil, sowie 1157 an der Befreiung von Banyas.

### Herr von Oultrejordain
Am 31. Juli 1161, als Melisende auf dem Sterbebett lag, tauschte Philipp mit Balduin III. die Herrschaft Nablus gegen die Herrschaft Oultrejordain. Dies erlaubte Balduin, den Südteil des Reiches unter Kontrolle zu bringen, während seine Mutter sich nicht wehren konnte, und brachte gleichzeitig einen starken und loyalen Baron an die Spitze von Oultrejordain. Balduin starb 1163, ihm folgte Amalrich I., ein Freund Philipps, der seinerzeit ebenfalls auf der Seite Melisendes gestanden hatte.
Philipps Leben ist in weiten Teilen im Dunkel. Es ist bekannt, dass er einige Zeit, nachdem er Herr von Oultrejordain wurde, zum Katharinenkloster auf dem Berg Sinai pilgerte.

### Templer
Der Tod seiner Frau Isabella bewog ihn offensichtlich, sich aus der Öffentlichkeit zurückzuziehen und sich am 17. Januar 1166 den Tempelrittern anzuschließen. Der Rückzug war kurz, denn er nahm an Amalrichs Invasion Ägyptens 1167 teil. Die Familie Ibelin erinnert an ein Ereignis bei der Belagerung von Bilbeis, bei der Philipp Hugo von Ibelin das Leben rettete, als sein Pferd in einen Graben stürzte und er sich das Bein brach (der Wahrheitsgehalt dieser Geschichte ist nicht bekannt).
Die Tempelritter hatten Amalrichs Ägyptenfeldzug abgelehnt, und der König machte sie danach für den Fehlschlag verantwortlich. Nach dem Tod des Großmeister Bertrand de Blanquefort im Januar 1169 übte Amalrich Druck aus, dass sie Philipp zu seinem Nachfolger wählten, was sie im August des Jahres auch taten. Amalrich erhoffte sich durch Philipp eine regere Unterstützung der Templer an seinen Ägypten-Feldzügen. Über Philipps Zeit als Großmeister ist nicht viel bekannt, mit Ausnahme der Verteidigung des von den Templern gehaltenen Gaza, als Saladin, der Ägypten 1169 unter seine Herrschaft gebracht hatte, die Stadt 1170 angriff.
1171 trat er aus nicht bekannten Gründen als Großmeister zurück und begleitete Amalrich nach Konstantinopel, um nach dem Fehlschlag des Ägyptenfeldzugs die Beziehungen zum Byzantinischen Reich wiederherzustellen. Er starb wohl am 3. April des Jahres, bevor sie die Stadt erreicht hatten.

## Nachkommen
Mit seiner Frau Isabella hatte er einen Sohn und zwei Töchter:
- Rainer (* vor 1140; † nach 1178), Kastellan von Montreal ⚭ Stephanie
- Helena († vor November 1168), ⚭ Walter III. Brisebarre († nach 1179), Herr von Beirut
- Stephanie († um 1197) Herrin von Oultrejordain, ⚭ I) 1163 Humfried III. von Toron († 1173), ⚭ II) 1173 Miles von Plancy († 1174), ⚭ III) 1176 Rainald von Chatillon († 1187).